# Batutering
Batutering is een bestuurslaag in het regentschap Sumbawa van de provincie West-Nusa Tenggara, Indonesië. Batutering telt 1574 inwoners (volkstelling 2010).